# Leonor de Gusmão
Leonor Peres de Gusmão (em castelhano: Leonor Pérez de Guzmán; 1310-1351) era filha de Joana Ponce de Leão e Meneses e de Pedro Nunes de Gusmão.
Notabilizou-se por ter sido amante do rei Afonso XI de Castela (1311-1350), de quem teve vários filhos tais como:
- Henrique II de Castela (1333-1379) (rei de 1369 a 1379) - casou-se com Joana Manuel, Senhora de Vilhena, Escalona e Penafiel (1339-1381);
- Sancho de Castela, Conde de Alburquerque, (1342-1374) - casou-se com Beatriz, Infanta de Portugal (1347-1381), filha do rei Pedro I de Portugal (1320-1367) e da sua amante Inês de Castro (1320-1355).